# Макишин
Маки́шин (укр. Макишин) — село, расположенное на территории Городнянского района Черниговской области, Украина, на правом берегу реки Снова. Расположено в 26 км на юго-восток от райцентра Городни. Население — 992 человек (на 2006 год).
Адрес совета: 15140, Черниговская обл., Городнянский р-он, село Макишин, ул. Пионерськая, 8.
Ближайшая ж/д станция — Городня (линия Гомель-Бахмач), 30 км. Село основано в 1661 году.